# Joseph-Henri Altès

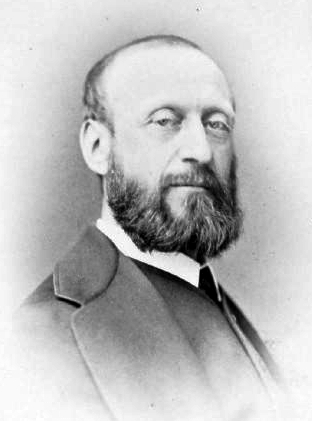
Joseph-Henri Altès, 1860

Joseph-Henri Altès (* 18. Januar 1826 in Rouen; † 24. Juli 1895 in Paris) war ein französischer Flötist und Komponist.
Altès wurde als Sohn eines Soldaten geboren, begann im Alter von 10 Jahren, Flöte zu spielen und nahm im Dezember 1840 ein Studium am Pariser Konservatorium auf. Von seinem Lehrer Jean-Louis Tulou wurde er zwar in der 4-klappigen Flöte unterrichtet, wechselte später jedoch zum Modell von Böhm. Bereits beim Konservatoriumswettbewerb 1841 erhielt er einen II., und 1842 dann den I. Preis. 1848 bis 1872 war er erster Flötist an der Pariser Oper. 1868 wurde er Nachfolger von Louis Dorus als Flötenprofessor am Pariser Konservatorium und blieb dies bis 1893. Zu seinen Schülern gehörten beispielsweise Georges Barrère und Adolphe Hennebains.
Altès verfasste eine Flötenschule (1880, Célèbre Méthode complète de Flûte) und hinterließ etwa 40 Kompositionen, darunter 6 Solostücke für den Concours am Pariser Konservatorium und Transkriptionen bzw. Fantasien über Opernmotive.

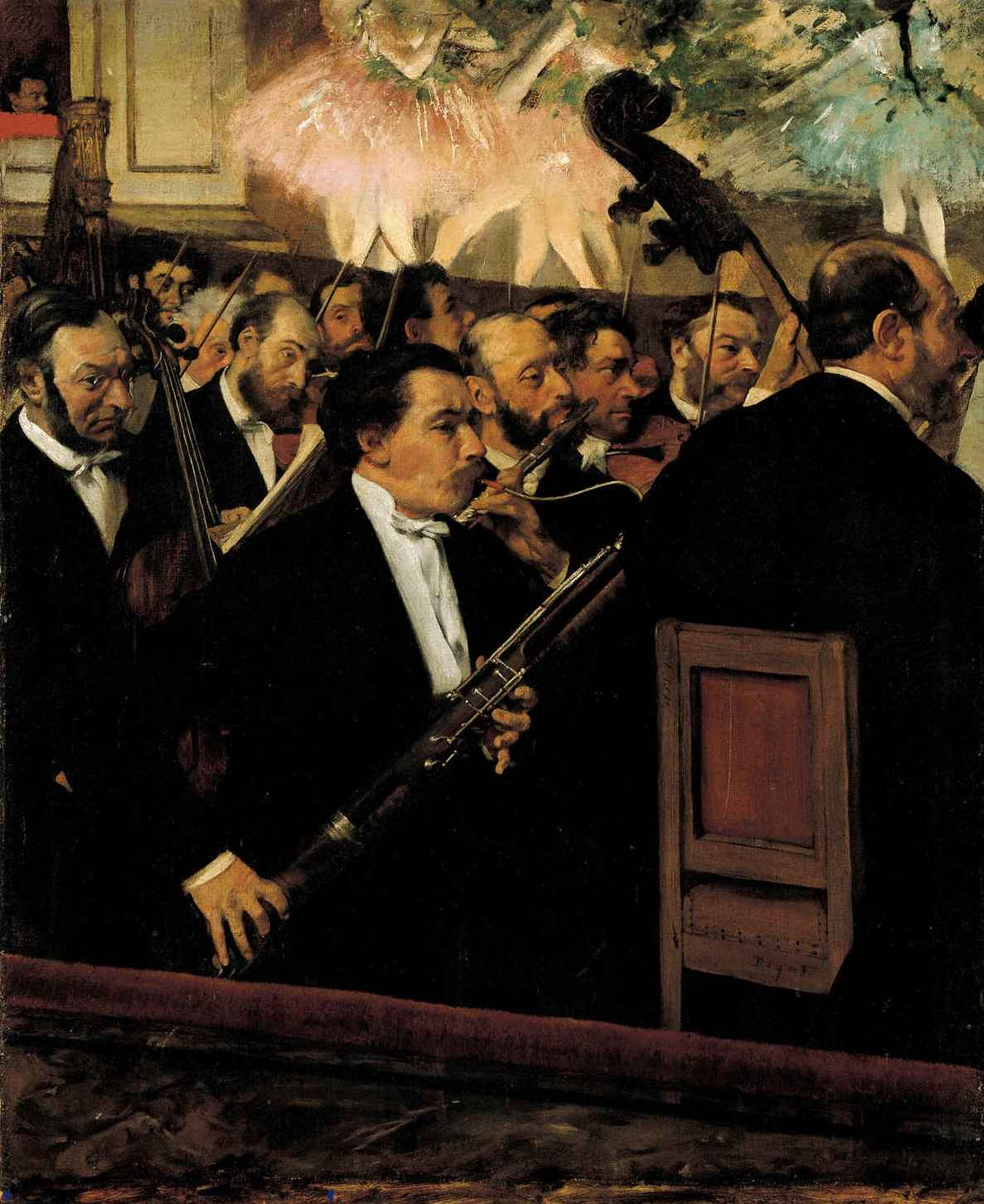
Edgar Degas: L'orchestre de l'Opéra, mit Altès als Flötist

Altès war mit dem Maler Edgar Degas befreundet, wurde von ihm 1868 porträtiert und ist auch auf dessen Ölbild L'orchestre de l'Opéra (1868/69, heute im Musée d’Orsay) dargestellt.